# Plethodontohyla tuberata
Plethodontohyla tuberata är en groddjursart som först beskrevs av Peters 1883.  Plethodontohyla tuberata ingår i släktet Plethodontohyla och familjen Microhylidae. IUCN kategoriserar arten globalt som sårbar. Inga underarter finns listade i Catalogue of Life.